# Ivan Berchmans
Ivan Berchmans (niz.: Jan Berchmans; Diest, 13. ožujka 1599. – Rim, 13. kolovoza 1621.), belgijski isusovac i svetac.

## Životopis
Rodio se 13. ožujka 1599. u Diestu u Belgiji od oca Johna Charlesa i Elizabethe Berchmans. Bio je najstariji od petero djece, a na krštenju je dobio ime u čast sv. Ivana Krstitelja.  Odrastao je za vrijeme političkih previranja uzrokovanih vjerskim ratom između katoličkih i protestantskih dijelova Nizozemske. 1612. Ivan odlazi na školovanje u Malinesu. Iako su njegovi roditelji bili protiv toga, 1616. godine je stupio u novicijat Družbe Isusove. 25. rujna 1618. je položio svoje prve zavjete i otišao u Antwerpen na studij filozofije. Ubrzo je poslan na studij u Rim, gdje je nakon bolesti umro 13. kolovoza 1621. godine. Pokopan je u crkvi sv. Ignacija, uz sv. Alojzija Gonzagu.
Blaženim ga je proglasio 9. svibnja 1865. papa Pio IX., a svetim 15. siječnja 1888. papa Lav XIII. Njegov blagdan je bio 26. studenog do reforme Općeg rimskog kalendara 1969. godine, kada je promijenjen na 13. kolovoza.

## Vanjske poveznice
- ktabkbih.net